# Finlande orientale
La province de Finlande orientale, Itä-Suomen lääni en finnois (Östra Finlands län en suédois) , était une province de Finlande, fondée en 1997 et disparue à l'issue de la réforme territoriale de 2009. Elle était située au nord de la province de Finlande méridionale, au sud de la province d'Oulu et à l'est de la province de Finlande occidentale. 
Elle comptait 569 832 habitants sur 60 719 km2 (48 520 en excluant les lacs) avec 11,7 hab./km2 fin 2009. 
Elle avait pour capitale Mikkeli et était composée de trois régions :
- Savonie du Nord ou Pohjois-Savo (Norra Savolax en suédois),
- Savonie du Sud ou Etelä-Savo (Södra Savolax en suédois),
- Carélie du Nord ou Pohjois-Karjala (Norra Karelen en suédois).

Au total 64 municipalités composaient cette province (en 2006), dont Joensuu, Kuopio, Mikkeli.